# Kanton Les Pavillons-sous-Bois
Kanton Les Pavillons-sous-Bois is een voormalig kanton van het Franse departement Seine-Saint-Denis. Kanton maakte deel uit van het Arrondissement Bobigny tot het op 22 maart 2015 werd opgeheven en de gemeente Les Pavillons-sous-Bois werd opgenomen in het op die dag gevormde kanton Bondy.

## Gemeenten
Het kanton Les Pavillons-sous-Bois omvatte de volgende gemeente:
- Les Pavillons-sous-Bois